# Resolutie 1002 Veiligheidsraad Verenigde Naties
Resolutie 1002 van de Veiligheidsraad van de Verenigde Naties werd op 30 juni 1995 unaniem aangenomen.

## Achtergrond
Begin jaren 70 ontstond een conflict tussen Spanje, Marokko, Mauritanië en de Westelijke
Sahara zelf over de Westelijke Sahara, een gebied dat tot dan toe in Spaanse handen was. Marokko legitimeerde zijn aanspraak op
basis van historische banden met het gebied. Nadat Spanje het gebied opgaf, bezette Marokko er twee derde van. Het
land was nog steeds in conflict met Polisario dat met steun van Algerije de onafhankelijkheid
bleef nastreven. 
Begin jaren 90 kwam er een plan op tafel om de bevolking van de Westelijke Sahara
via een volksraadpleging zelf te laten beslissen over de toekomst van het land. Het was de taak van de VN-missie
MINURSO om dat referendum
op poten te zetten. Het plan strandde later echter door aanhoudende onenigheid tussen de beide partijen, waardoor
ook de missie nog steeds ter plaatse bleef.

## Inhoud

### Waarnemingen
Het baarde de Veiligheidsraad zorgen dat achterdocht en een gebrek aan vertrouwen onder de partijen de uitvoering van
het VN-plan voor de Westelijke Sahara hadden vertraagd. De partijen moesten ook een visie hebben voor de
periode na de volksraadpleging over zelfbeschikking. De secretaris-generaal had
controlepunten vooropgesteld om de vooruitgang na te gaan, waaronder de gedragscode, de vrijlating van
politiek gevangenen, de samentrekking van Polisario-troepen en een vermindering van het aantal
Marokkaanse troepen.

### Handelingen
Nog steeds moet een vrije, eerlijke en onpartijdige volksraadpleging over zelfbeschikking plaatsvinden in de Westelijke Sahara. Dat plan had echter, door de complexiteit ervan en de voortdurende onderbrekingen door de twee partijen, vertraging opgelopen. Zij mochten de uitvoering van het VN-plan niet langer ophouden maar moesten eraan deelnemen. De Veiligheidsraad stond achter de controlepunten die de secretaris-generaal voorop stelde. Hem werd gevraagd tegen 10 september te rapporteren over de gemaakte vorderingen. Op basis daarvan kon dan 15 november bevestigd worden als het begin van de overgangsperiode, waardoor de volksraadpleging begin 1996 kon worden gehouden. Het mandaat van de MINURSO-missie werd verlengd tot 30 september. Op basis van het rapport van de secretaris-generaal zou ook beslist worden of de missie dan nog verder werd verlengd.

## Verwante resoluties
- Resolutie 973 Veiligheidsraad Verenigde Naties
- Resolutie 995 Veiligheidsraad Verenigde Naties
- Resolutie 1017 Veiligheidsraad Verenigde Naties
- Resolutie 1023 Veiligheidsraad Verenigde Naties

Lijst ·  970 ·  971 ·  972 ·  973 ·  974 ·  975 ·  976 ·  977 ·  978 ·  979 ·  980 ·  981 ·  982 ·  983 ·  984 ·  985 ·  986 ·  987 ·  988 ·  989 ·  990 ·  991 ·  992 ·  993 ·  994 ·  995 ·  996 ·  997 ·  998 ·  999 ·  1000 ·  1001 ·  1002 ·  1003 ·  1004 ·  1005 ·  1006 ·  1007 ·  1008 ·  1009 ·  1010 ·  1011 ·  1012 ·  1013 ·  1014 ·  1015 ·  1016 ·  1017 ·  1018 ·  1019 ·  1020 ·  1021 ·  1022 ·  1023 ·  1024 ·  1025 ·  1026 ·  1027 ·  1028 ·  1029 ·  1030 ·  1031 ·  1032 ·  1033 ·  1034 ·  1035